# Louis-Antoine, Duce de Angoulême
Louis-Antoine al Franței, Delfin al Franței și Duce de Angoulême (născut Louis-Antoine de Artois; 6 august 1775 – 3 iunie 1844) a fost fiul cel mare al regelui Carol al X-lea al Franței și a soției lui, Marie-Thérèse de Savoia. Când tatăl său a devenit rege, el a devenit ultimul Delfin. A fost regele Ludovic al XIX-lea al Franței și al Navarrei pentru o domnie disputată de 20 de minute în anul 1830 și pretendent la tron în perioada 1836-1844.

## Tinerețea

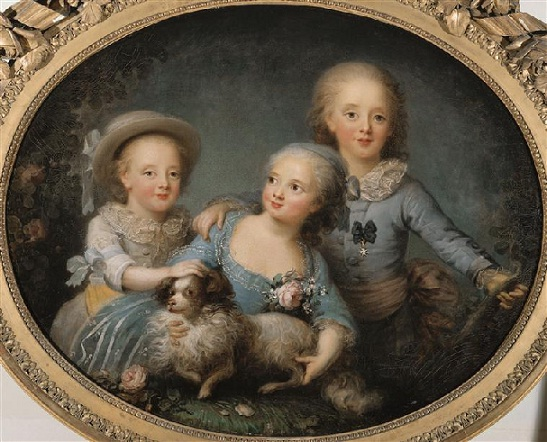
Copiii contelui d'Artois: Charles, Sophie și Louis, 1781

Louis Antoine s-a născut la Versailles ca fiul cel mare al lui Charles Philippe, Conte de Artois, fratele mai mic al regelui Ludovic al XVI-lea al Franței. Mama lui a fost Prințesa Maria Theresa de Savoia, fiica regelui Victor Amadeus al III-lea al Sardiniei și a Mariei Antonietta a Spaniei. 
Din 1780 până în 1789, Louis Antoine și fratele său mai mic, Charles Ferdinand, Duce de Berry, au fost educați de marchizul de Sérent, guvernantul lor, la château de Beauregard, situat la câțiva kilometri de Versailles. La izbucnirea Revoluției franceze în 1789 cei doi tineri prinți și-au urmat tatăl în exil, prima dată la Torino, apoi în Germania și în cele din urmă în Anglia. 
În 1792, Louis Antoine s-a alăturat armatei de emigranți a vărului său, Louis Joseph, Prinț de Condé.
În iunie 1795, unchiul său, contele de Provence, s-a autoproclamat regele Ludovic al XVIII-lea. La sfârșitul anului, Louis-Antoine care avea 20 de ani a condus o revoltă regalistă la Vendée. La începutul anului 1797 el s-a alăturat fratelui și unchiului său în Germania sperând să intre în armata austriacă. Înfrângerea Austriei de către Franța i-a obligat să fugă, și au ajuns la Mittau, Courland, sub protecția Țarului Pavel I al Rusiei.
Acolo, la 10 iunie 1799, el s-a căsătorit cu verișoara lui primară, Prințesa Marie Thérèse a Franței, copilul cel mare al fostului rege Ludovic al XVI-lea și a Mariei Antoaneta și singurul membru al familiei regale restrânse care a supraviețuit Revoluțiie franceze.

De la eliberarea ei din Tour du Temple în 1795, Prințesa Marie Thérèse a trăit la curtea austriacă. Cuplul nu a avut copii.

## Serviciul militar

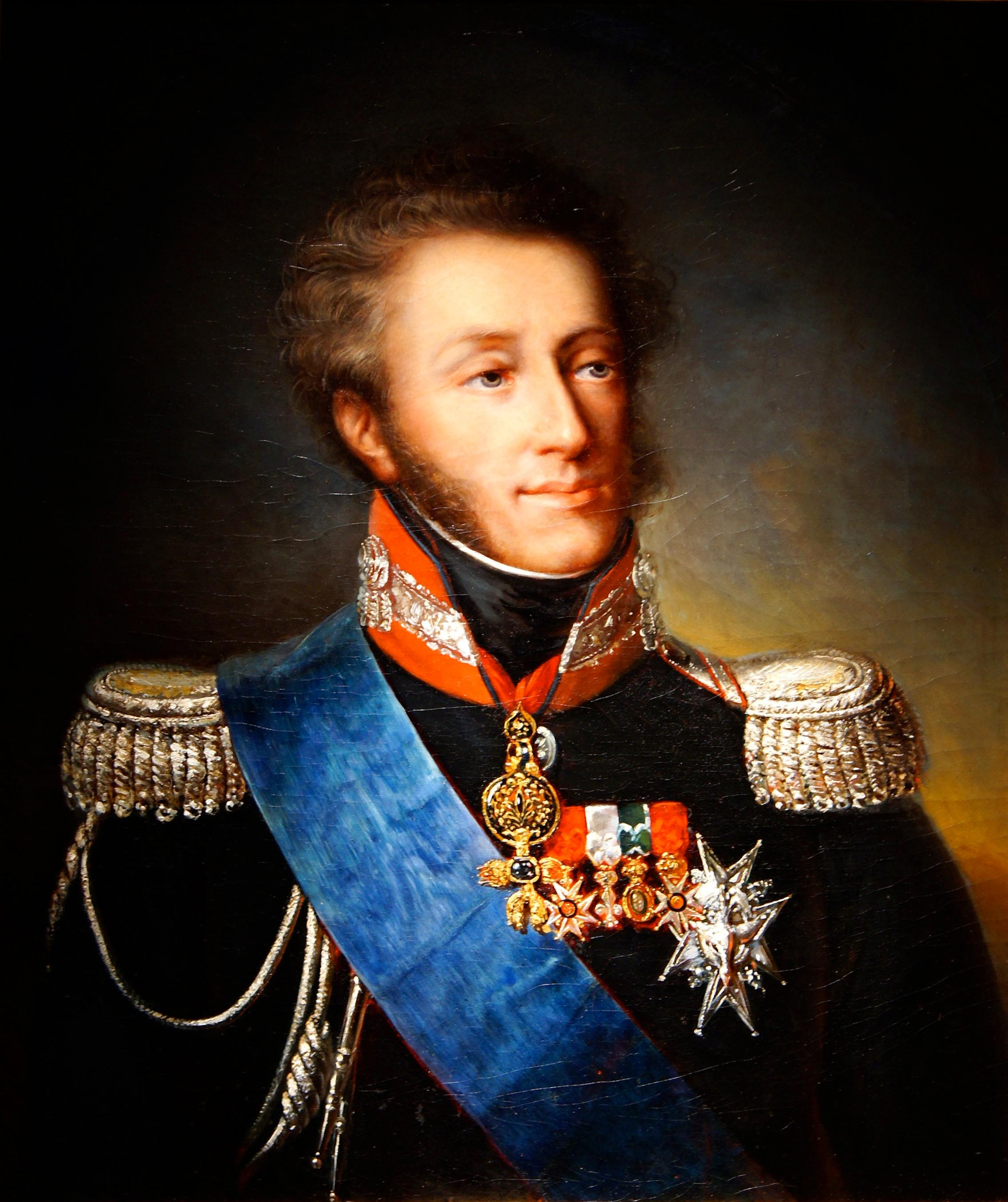
Louis-Antoine d'Artois, Duce de Angoulême

În aprilie 1800, Louis Antoine a preluat comanda unui regiment de cavalerie în armata bavareză și a luat parte la bătălia de la Hohenlinden (1800) împotriva francezilor, arătând unele abilități militare.
La începutul anului 1801, Țarul Pavel a făcut pace cu Napoleon Bonaparte și curtea franceză aflată în exil a plecat la Varșovia, atunci controlată de către Prusia. Pentru următorii zece ani, Louis-Antoine l-a însoțit și l-a sfătuit pe unchiul său, Ludovic al XVIII-lea. S-au întors în Rusia atunci când Alexandru I a devenit Țar, dar la mijlocul anului 1807, tratatul dintre Bonaparte și Alexandru i-au forțat să se refugieze în Anglia.
Acolo, la Casa Hartwell, regele Ludovic și-a reconstituit curtea și lui Louis-Antoine i-a fost acordată o indemnizație de 300 de lire pe lună. De două ori (în 1807 și 1813) a încercat să se întoarcă în Rusia să se alăture luptei împotriva lui Napoleon, dar a fost refuzat de către Țar. A rămas în Anglia până în 1814 când a navigat la Bordeaux. Intrarea sa în oraș la 12 martie 1814 a fost considerată ca începutul restaurării Bourbon. De acolo, Louis Antoine a luptat alături de Ducele de Wellington pentru a-l restaura pe vărul său, Ferdinand al VII-lea la tronul Spaniei.

## Fuga în Anglia și revenirea
Ca șef al armatei regaliste la sudul râului Rhône, Antoine Louis n-a putut împiedica întoarcerea lui Napoleon la Paris și a fost din nou forțat să fugă în Anglia în timpul "celor o sută de zile". După înfrângerea finală a lui Napoleon, la Waterloo, el a servit loial regelui Ludovic al XVIII-lea. În 1823, el a comandat un corp francez trimis în Spania pentru a restabili puteri absolute regelui Spaniei; a fost victorios în bătălia de la Trocadero, după care puterea reacționară a regelui Ferdinand al VII-lea al Spaniei a fost ferm restaurată. Pentru această realizare, el a primit titlul de Prinț de Trocadero.
La moartea regelui în 1824, tatăl său a devenit regele Carol al X-lea al Franței și Louis-Antoine a devenit Delfin al Franței, moștenitor al tronului. A sprijinit politica tatălui său de debarasare a Franței de trecutul ei recent revoluționar, expulzând foștii ofițeri imperiali din armată.

## Abdicarea tatălui și fiului

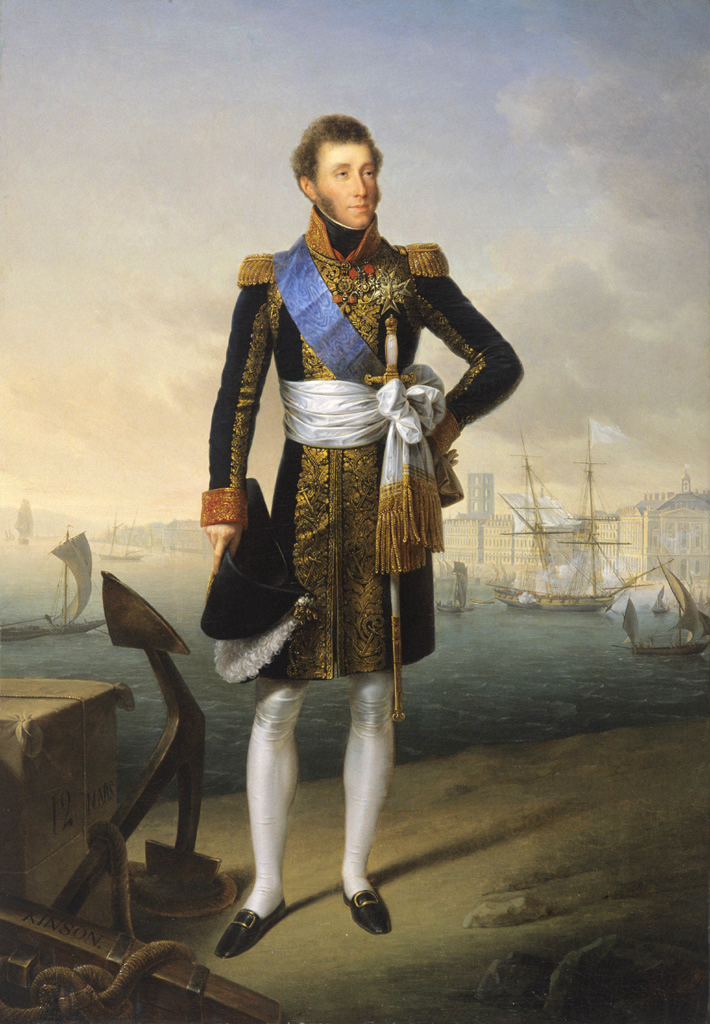
Louis-Antoine d'Artois, duce d'Angoulème, Mare Amiral al Franței

În iulie 1830, în ceea ce a devenit Revoluția din iulie, mase de demonstranți furioși au cerut abdicarea regelui Carol și a descendenților acestuia în favoarea lui Louis Philippe, Duce de Orléans, care era vărul lui Antoine Louis; a fost trimisă o delegație la Palatul Tuileries pentru a se forța respectarea cererii.
Când Carol a semnat cu părere de rău documentul de abdicare, la 2 august 1830, Louis Antoine și soția lui au devenit rege și regină a Franței, deși concizia domniei sale este neacceptată de unii istorici. Se spune că noul rege Ludovic al XIX-lea a petrecut următoarele 20 de minute ascultând rugămințile soției sale de a nu semna, în timp ce fostul Carol al X-lea s-a așezat plângând. După ce a abdicat și el (în favoarea nepotului său, Ducele de Bordeaux), a făcut istorie ca având cea mai scurtă domnie din istorie. 
A plecat în exil unde a fost cunoscut sub numele de "Contele de Marnes" și nu a revenit niciodată în Franța.
Louis Antoine și soția sa au călătorit la Edinburgh, Scoția în noiembrie 1830, unde și-au luat ca reședință o casă în apropiere de palatul Holyrood unde a stat Carol al X-lea.
În 1832, împăratul Francisc I al Austriei a oferit un palat din Praga anturajului regal astfel că Louis-Antoine și Carol al X-lea s-au mutat acolo. Francisc I a murit în 1835 iar succesorul său, Ferdinand I, a spus familiei regale franceze că are nevoie de palat pentru încoronarea sa care a avut loc în vara anului 1836. Louis Antoine, Carol al X-lea și anturajul lor s-au stabilit la castelul din Graffenberg în Gorizia la 21 octombrie 1836.
Mulți legitimiști nu au recunoscut abdicarea ca fiind validă și l-au recunoscut pe Carol al X-lea drept rege până la moartea acestuia în 1836 și pe Louis al XIX-lea ca succesorul său.
Louis Antoine a murit la Görz, Austria, în 1844, la aproape 69 de ani. A fost înmormântat în cripta familiei în biserica franciscană Kostanjevica, în apropiere de Görz, astăzi în Slovenia. După moartea lui, nepotul său, Ducele de Bordeaux, care a folosit în exil titlul de Conte de Chambord, a devenit șeful casei regale a Franței.